# Cerna (ort i Kroatien)
Cerna är en ort i Kroatien.   Den ligger i länet Srijem, i den östra delen av landet, 220 km öster om huvudstaden Zagreb. Cerna ligger 79 meter över havet och antalet invånare är 4 169.
Terrängen runt Cerna är mycket platt. Runt Cerna är det ganska tätbefolkat, med 90 invånare per kvadratkilometer. Närmaste större samhälle är Županja, 11,6 km söder om Cerna. Trakten runt Cerna består till största delen av jordbruksmark.